# Semriach
Semriach är en ort och kommun i Österrike. Den ligger i distriktet Graz-Umgebung i förbundslandet Steiermark,  130 km sydväst om huvudstaden Wien. 
Kommunen består av sju orter (Ortschaften) (inom parentes invånarantal 1 januari 2024):

- Markterviertl (185)
- Präbichl (142)
- Rechberg (280)
- Schönegg (478)
- Semriach (1 304)
- Thoneben (366)
- Windhof (447)